# Ладмираль, Жан-Рене
Жа́н-Рене́ Ладмира́ль (фр. Jean-René Ladmiral; род. 1 мая 1942, Лизьё или Париж) – французский философ, переводчик философской литературы, переводовед.

## Биография
Окончил парижский лицей Генриха IV. Учился в Гейдельберге и Сорбонне, специализировался по психосоциологии коммуникаций. С 1968 преподавал немецкую философию в  университете Париж – Нантер. 
С 1987 работал в основанном им Центре исследований перевода (CERT). В 1995 защитил диссертацию по теме «Традуктология: от лингвистики к философии». С 2004 – в Центре прикладных исследований перевода, интерпретации и языка (CRATIL).

## Научные интересы и труды
Переводчик Канта, Ницше, Адорно, Хабермаса, Фромма (с английского), автор работ по эпистемологии, философии языка и перевода.

## Книги
- Перевод/ La Traduction (1972, несколько раз переиздана; порт. пер. 1980)
- Двуязычие и франкофония/ Bilinguisme et francophonie (1973)
- Что значит переводить: теоремы перевода/ Traduire: théorèmes pour la traduction (1979, многократно переиздана)
- Перевод и психоанализ/ Traduction et psychanalyse (1988)
- Межкультурная коммуникация/ La communication interculturelle (1989, в соавторстве; несколько раз переиздана; нем. пер. 2000)
- Переводчик и компьютер/ Le traducteur et l'ordinateur (1994, англ. пер. 1994)
- Критика и теория/ Critique et théorie (1996, в соавторстве)

## Признание
- Почётный доктор Западного университета Тимишоары (2010).